# Falcon 9 Vuelo 20

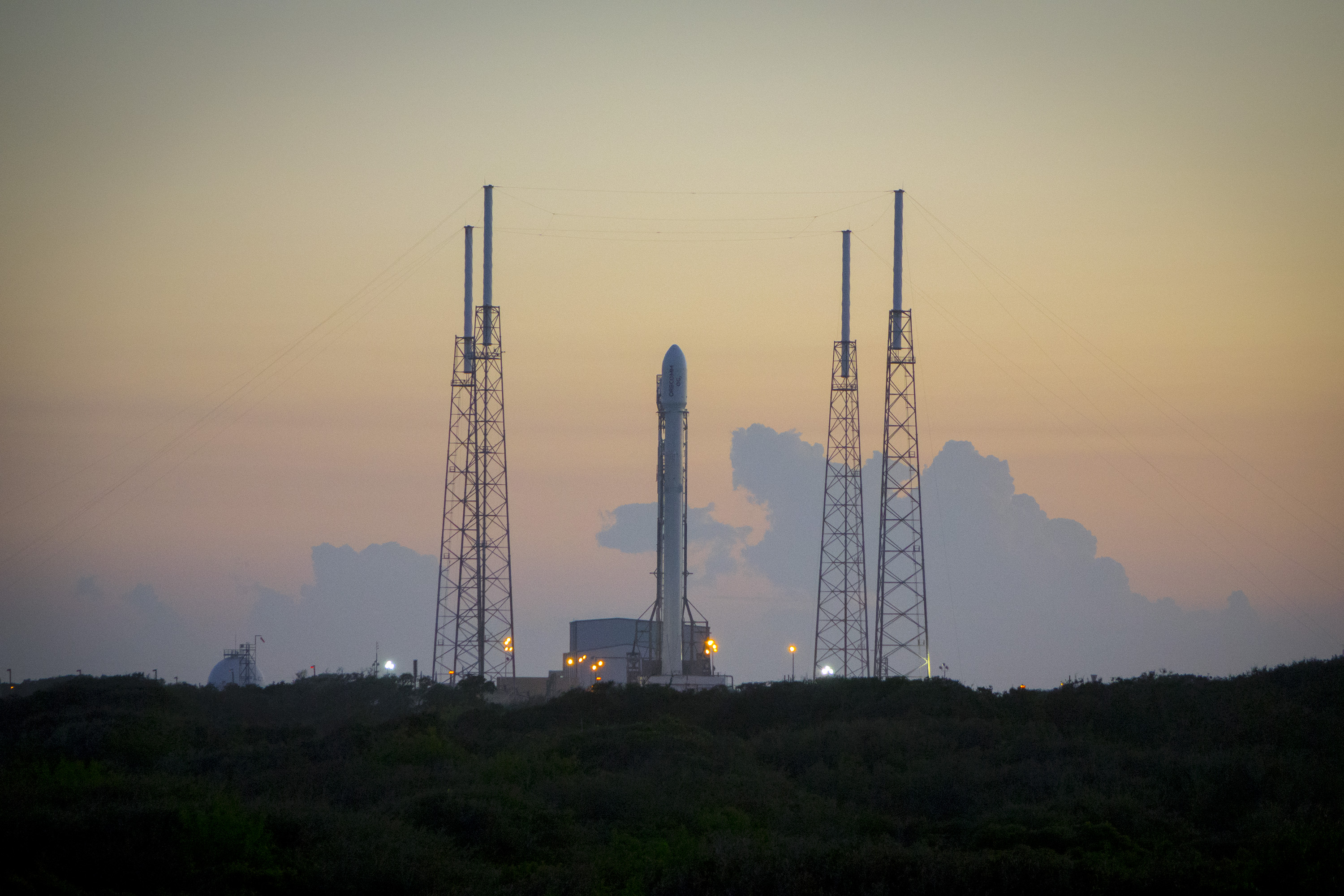
El Falcon 9 v1.1FT en el Complejo de lanzamiento espacial 40 el 16 de diciembre de 2015

El vuelo n°20 del Falcon 9 (también conocido como Orbcomm OG2 M2) fue un lanzamiento espacial del cohete Falcon 9 realizado el 22 de diciembre de 2015 en el Complejo de lanzamiento espacial 40 en Florida, Estados Unidos, siendo la primera vez que la primera etapa de un cohete orbital logra un retorno exitoso y un aterrizaje vertical.
Este vuelo fue el primer lanzamiento del sustancialmente mejorado vehículo Falcon 9 v1.2 Full Thrust  y llevó 11 satélites Orbcomm-OG2 a la órbita Terrestre.
El lanzamiento además fue notable por ser el primer lanzamiento de SpaceX tras el fracaso catastrófico de la segunda etapa de su vector Falcon 9 v1.1 en junio de 2015.

## Historia de su planificación
SES originalmente se comprometió a proporcionar la carga útil en el primer lanzamiento del diseño revisado del cohete y anunció que tenía planeado realizarlo en febrero de 2015. Sin embargo, tras la pérdida del vehículo y la carga útil en otro lanzamiento de SpaceX en junio de 2015, SES revisó los datos obtenidos de lo que produjo el fracaso del Falcon 9 y en septiembre de 2015 reprogramó la fecha de lanzamiento del SES-9, para ser lanzado no antes del 17 de noviembre de 2015.
Sin embargo, después de considerar todas las opciones, SpaceX anunció un cambio el 16 de octubre de 2015: 11 satélites Orbcomm OG2 serían parte de la carga útil en el lanzamiento del nuevo diseño del Falcon 9.  La fecha de lanzamiento fue retrasada para no antes de mediados de diciembre, mientras que el satélite de comunicaciones SES-9 estaba programado para ser lanzado en su órbita más alta a finales de diciembre de 2015. La carga útil  de Orbcomm con su órbita más baja permitiría a SpaceX volver a probar el encendido del motor de la segunda etapa de su cohete, una capacidad necesaria para completar con éxito la futura misión SES-9.
La prueba estática de los motores del Falcon 9 para la misión Orbcomm OG2 M2 estaba prevista para el 16 de diciembre pero se llevó a cabo con éxito el 18 de diciembre y dio lugar a un día de retraso en el lanzamiento. El lanzamiento se retrasó un día más después de que el análisis estadístico indicara una mayor probabilidad de recuperar la primera etapa.
Tras el exitoso lanzamiento y despliegue de los satélites OG2, el motor Merlín Vacuum (1D) de la segunda etapa volvió a encenderse con éxito, demostrando su capacidad de lanzar satélites a una órbita de transferencia geoestacionaria de cara a la misión SES-9. El motor desorbito la segunda etapa para que tuviera una reentrada destructiva, logrando así evitar que se convierta en basura espacial.

## Carga útil
La carga útil en el vuelo 20 fue de 11 satélites Orbcomm-OG2 de segunda generación con capacidades de mensajería proporcionadas por Orbcomm mejoradas y servicio de Sistema de Identificación Automática (SIA) integrado. Los 11 satélites fueron desplegados con éxito por la segunda etapa del Falcon 9, aproximadamente 14 minutos después del despegue. Los 11 satélites han sido chequeados en las estaciones de control de la tierra.
Originalmente estaba previsto que en esta misión del Falcon 9 se lanzara el satélite de comunicaciones SES-9, sin embargo, debido a la reciente pérdida del cohete y su carga útil en una misión anterior la empresa responsable del satélite pospuso su lanzamiento. Finalmente y en sustitución del SES-9 se lanzaron los 11 satélites Orbcomm OG-2.

## Nuevo vehículo de lanzamiento

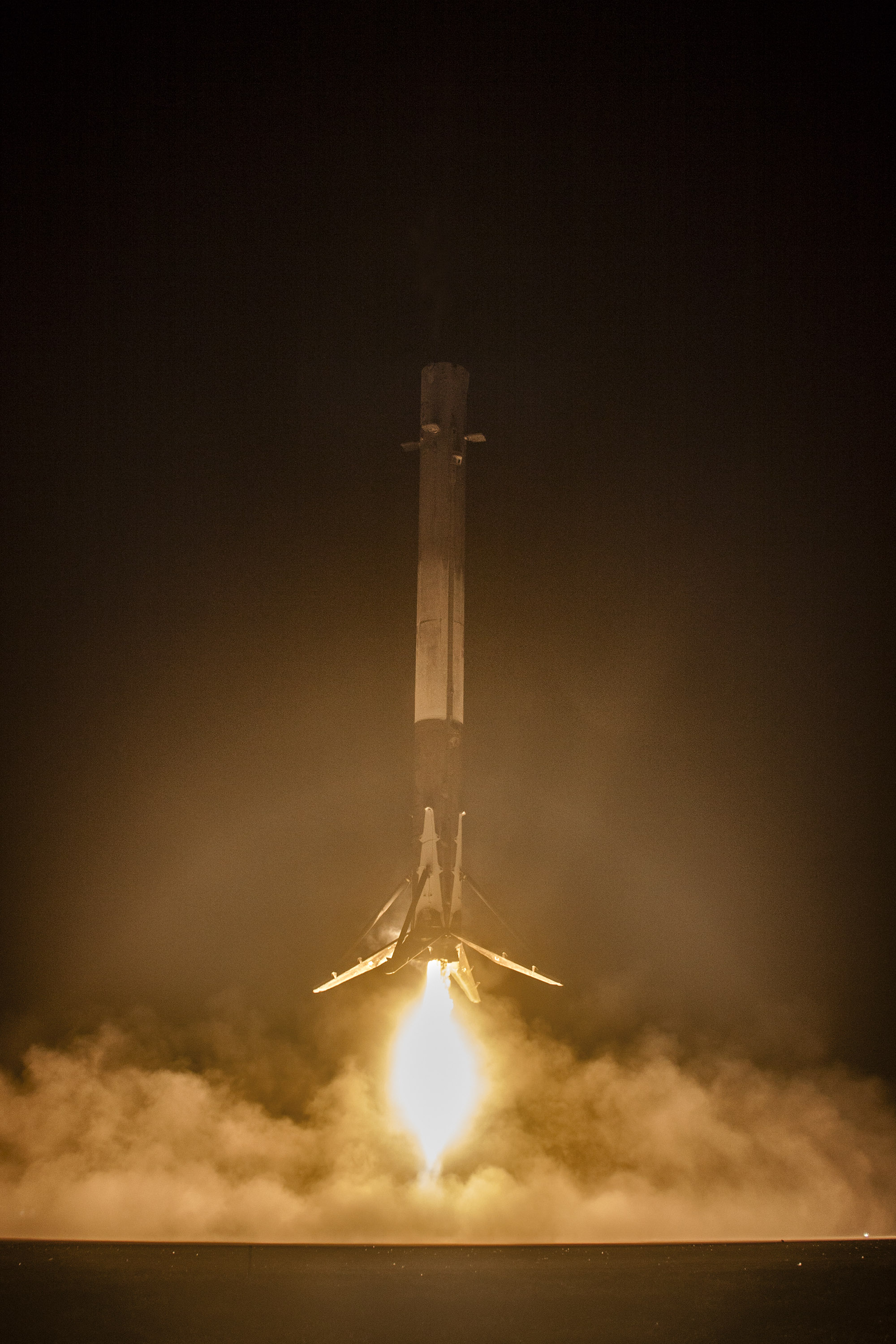
Aterrizaje exitoso del Falcon 9 Vuelo 20 en la primera etapa en tierra el 22 de diciembre de 2015

El vehículo de lanzamiento Falcon 9 v1.2 Full Thrust utilizado en el vuelo 20 tenía una serie de modificaciones significativas respecto al anterior vehículo Falcon 9 v1.1, las cuales incluyen:
- Aumento de la longitud del tanque de la segunda etapa y con ello un aumento en el volumen de propelente que es capaz de almacenar
- Tobera del motor Merlín 1D Vacuum más grande
- Cohete multietapa más grande y más potente con mecanismo de revisión de separación de las etapas
- Diseño mejorado de las rejillas aerodinámicas para apoyar la continuidad de las pruebas de recuperación del Falcon 9, y en última instancia, el sistema de lanzamiento Falcon 9 reutilizable.
- Aumento en las estructuras de las patas de aterrizaje, también para apoyar el programa de desarrollo reutilizable.
- Actualización de la estructura de la primera etapa y de la estructura de soporte de los motores octaweb
- Mayor densidad de oxígeno líquido y RP-1 lograda mediante el uso de subenfriamiento, con refrigeración por debajo de la temperatura típica del Falcon 9 en condiciones de lanzamiento anteriores.

## Post-misión
Luego de desplegar con éxito los satélites, SpaceX realizó una prueba de descenso controlado de la primera etapa del cohete. Por primera vez lograron hacer aterrizar verticalmente la primera etapa y recuperarla con éxito, después de las anteriores siete pruebas de retorno propulsado entre 2013 y 2015,incluyendo dos intentos de aterrizar el cohete en una plataforma de aterrizaje flotante.
Cabe mencionar que el descenso controlado a través de la atmosféra y el intento de aterrizaje en tierra es algo muy inusual para otros vehículos de lanzamiento.